# Ocikîne, Seredîna-Buda
Ocikîne (în ucraineană Очкине) este localitatea de reședință a comunei Ocikîne din raionul Seredîna-Buda, regiunea Sumî, Ucraina.

## Demografie
Componența lingvistică a localității Ocikîne
     Ucraineană (58,94%)
     Rusă (41,06%)
Conform recensământului din 2001, majoritatea populației localității Ocikîne era vorbitoare de ucraineană (58,94%), existând în minoritate și vorbitori de rusă (41,06%).